# Adamae Vaughn
Adamae Vaughn (Ashland, 8 novembre 1905 – Studio City, 11 settembre 1943) è stata un'attrice statunitense.

## Biografia
Adamae (o Ada Mae) Vaughn cominciò a recitare nel cinema insieme alla sorella Alberta nel cortometraggio Stop Kidding del 1921, ma la sua successiva attività di attrice fu molto scarsa, non raggiungendo le dieci partecipazioni. In effetti, anche se fu scelta tra le WAMPAS Baby Stars del 1927, fu soprattutto la procuratrice della sorella, attrice comica di successo. In coppia con Alberta recitò anche un numero di canto e danza nel film di John G. Adolfi Rivista delle nazioni (1929).
Adamae sposò a Los Angeles, nel maggio del 1926, l'uomo d'affari Albert Hindman. Divorziarono l'anno seguente e il 17 giugno 1934 Vaughn sposò a Hollywood il dirigente della General Motors e rappresentante in Europa della casa americana il francese Joseph Valentine Raul Flor D'Auvray (1894-1979), che vantava origini nobiliari.
Adamae Vaughn morì precocemente nell'Hollywood Hospital di Studio City nel 1943, a 37 anni. È sepolta nel Forest Lawn Memorial Park di Glendale.

## Riconoscimenti
- WAMPAS Baby Star nel 1927

## Filmografia
- Stop Kidding (1921)
- The Courtship of Myles Standish (1923)
- The Last Edition (1925)
- The Arizona Streak (1926)
- Flashing Fangs (1926)
- Rivista delle nazioni (The Show of Shows), regia di John G. Adolfi (1929)
- Dancing Sweeties (1930)
- Minaccia (1934)
- La bisbetica innamorata (1936)